# 藍窗
藍窗是马耳他第二大岛戈佐岛西面海岸的一個28米高石灰岩天然拱，是马耳他的主要旅游地标之一，在许多照片中都被用作背景。美國電視劇《權力遊戲》第一季曾在藍窗取景。人们可以透过蓝窗看到蓝色的海洋和天空，因此将其命名为蓝窗。
蓝窗位于特殊保护区中，由于海浪長期沖刷石灰岩壁而形成。蓝窗长期受冲刷，因此持续发生坍塌事件。2017年3月8日，蓝窗坍塌。马耳他的总统对此非常难过：“这一消息令人‘心碎’”。马耳他政府于次日宣布会考虑用3D结构数码全息图使它再现。

## 历史沿革
由于海水和雨水对崖面的侵蚀，藍窗在经过时长约五百年的演变后最终形成。1998年，蓝窗和戈佐岛的其他部分被列入联合国教科文组织世界遗产名录的预备名单中。20世纪80年代至21世纪期间，蓝窗顶板的部分区域倒塌，拱门显著加宽。2012年4月，蓝窗外边缘的一块大岩石塌陷，拱门的尺寸进一步增加。2013年3月，蓝窗再度发生岩崩。四个月后，一份关于当地地质和岩土的报告发布。根据该报告的说法，虽然岩石的坍塌会继续发生，靠近拱门可能会比较危险，蓝窗仍然“相对稳定，并将继续保持多年”。

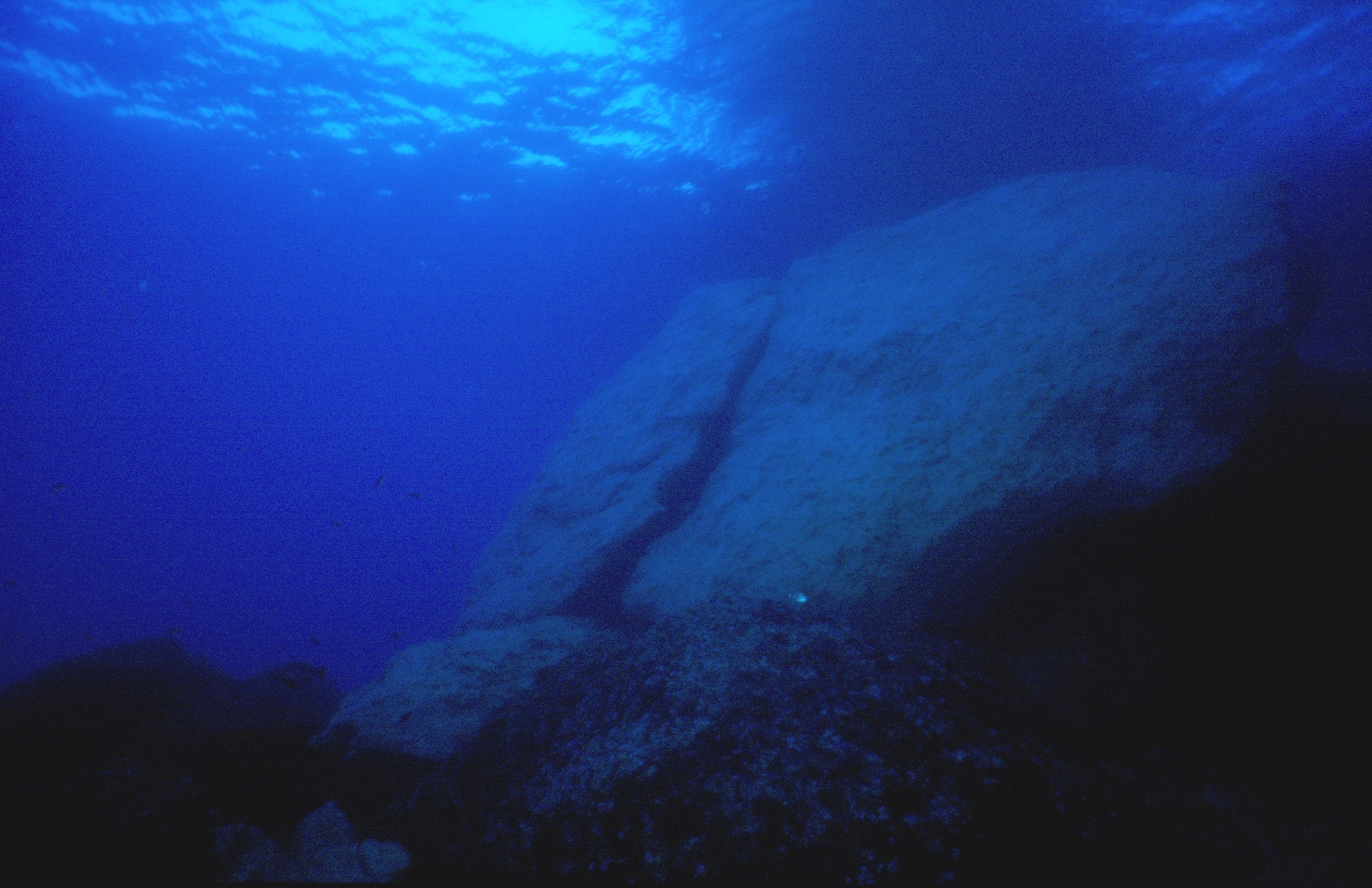
于2012坠入海中的岩石

随后的几年内，岩石的进一步坠落和开裂不断被媒体报道出来。当地的渔民不再将船只开到蓝窗附近，他们还在蓝窗附近设立了警告标志以阻止人们走上蓝窗。
美國電視劇《權力遊戲》第一季曾在藍窗取景。過去藍窗在長期海浪侵蝕下，即不時發生塌石，兩邊石墩之間的「窗口」不斷擴大。自2016年12月起，馬耳他政府禁止遊人在藍窗石拱上行走，違者罚款1500歐元。由於執法不力，仍舊有遊人在拱门顶部行走。
2017年3月8日上午，蓝窗因風暴吹襲完全塌入海中。蓝窗的坍塌引发了全球各大媒体的关注。马耳他的环境和资源局表示这次坍塌是马耳他自然遗产的重大损失。有关部门还要求游客禁止在蓝窗的所在海域内潜水以保护遗址，残留物被准确的定位、研究后才可能取消此规定。

## 地质情况
蓝窗是一个自然拱洞，高度约为28米，跨度约为25米，由两种不同的珊瑚状石灰岩组成。它位于戈佐內海附近，附近还有一座海岛。此外，戈佐岛东北部约3.7公里处还有一座名为 Window的自然拱门。

## 文化影响
蓝窗在许多电影中都出现过，比如诸神之战（1981年）和基督山伯爵（2002年）。在电视连续剧The Odyssey（1997年）中也可以看见蓝窗。在美国影视作品权力的游戏电视剧版的第一季中，它在多斯拉克的婚礼被用作背景。但由于受保护的生态系统被分包商破坏了，此剧的拍摄引发了争议。2017年，悬崖跳水员大卫·Colturi在雨果博斯的视频广告中把蓝窗和Wied il-Mielaħ Window作为背景使用。

## 图集
| - 2006年 - 2011年 - 2012年（部分崩塌後） |